# Palau de Narros

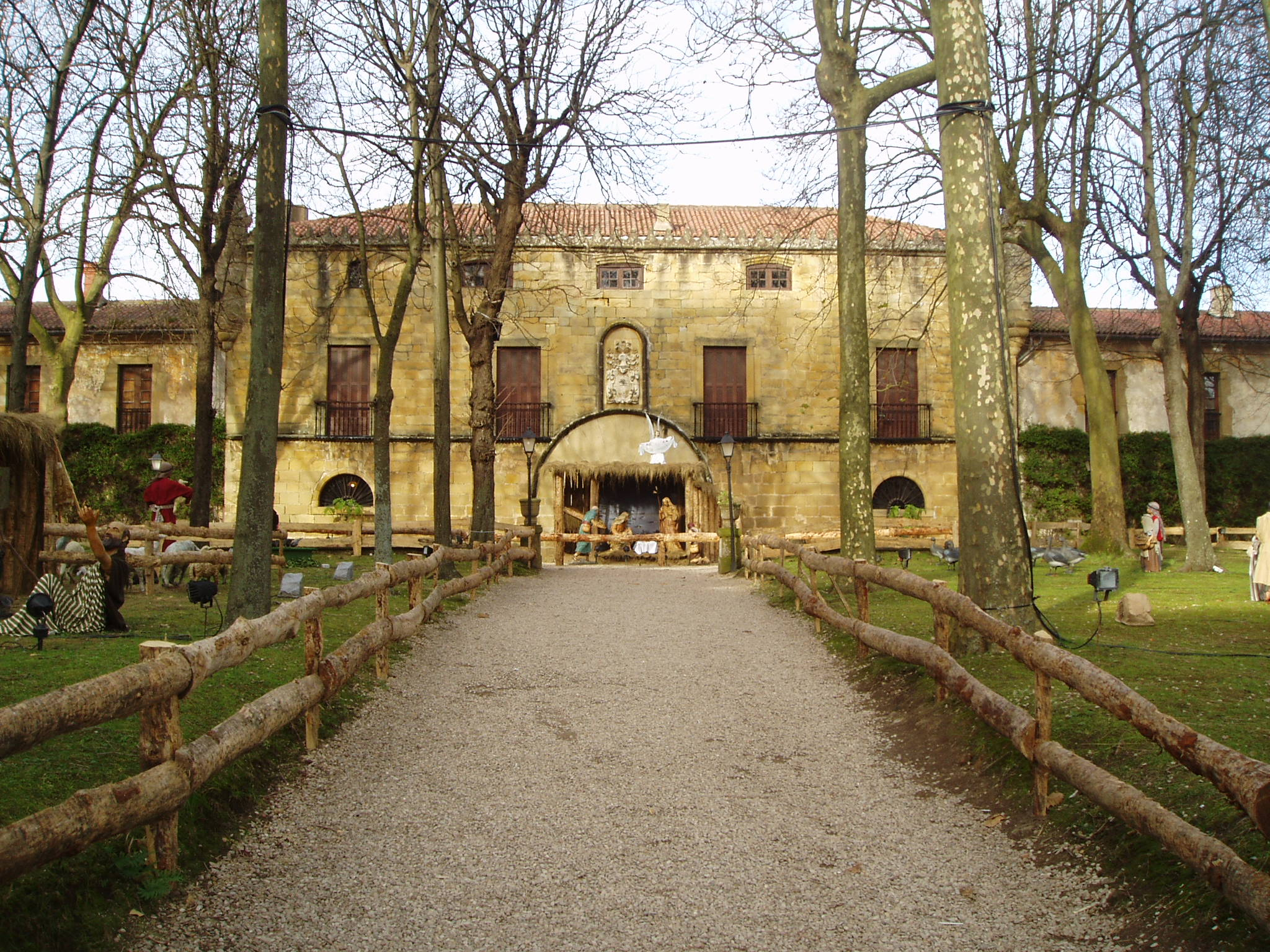
Vista de la façana del palau, amb el «Portal de Betlem» a mida real que s'hi representa tots els nadals.

El Palau de Narros, també anomenat Palau dels Zarauz, està situat en l'entrada de la localitat guipuscoana de Zarautz, enfront de l'Església Parroquial de Santa María la Real.
El palau data del segle xvi i va ser la residència estiuenca de la reina Isabel II. Després d'ella, van ser molts els aristòcrates i persones de classe alta que van començar a passar els mesos d'estiu a Zarautz: el Marquès de Narros, don Pascual Madoz, la reina Maria Cristina d'Habsburg-Lorena, l'Alfons XIII o la Duquessa d'Alba, entre molts altres.